# سازند آسماری
سازند آسماری از سازندهای زمین‌شناسی ایران است، که با سن الیگوسن پسین (چاتین) تا میوسن پیشین (آکوئیتانین)، جوان‌ترین سنگ مخزن پهنه زاگرس به‌شمار می‌آید. نام این سازند از کوه آسماری (واقع در جنوب شرقی مسجد سلیمان، استان خوزستان) اقتباس و برش الگوی آن در تنگ گل‌ترش همین کوه، با ۳۱۴ متر ستبرا اندازه‌گیری شده‌است، که شامل سنگ آهک‌های مقاوم کرم تا قهوه‌ای رنگ با ریخت‌شناسی کوه‌ساز می‌باشد. سنگ آهک آسماری مهم‌ترین سنگ مخزن حوضه رسوبی زاگرس ایران است و چون برای نخستین بار در خاورمیانه در این سازند نفت کشف شده‌است، معروفیت جهانی دارد. در درون این سازند فسیل‌های متعلق به اولیگوسن تا میوسن وجود دارد.
سازند آسماری غنی‌ترین مخزن نفتی ایران و خاورمیانه و یکی از غنی‌ترین مخازن کربناته جهان است. این سنگ مخزن ذخایر نفتی و گازی ۶۲ میدان نفتی را تأمین می‌کند که از میان آن‌ها ۱۴ ابرمیدان و ۱۲ میدان عظیم در رده‌بندی جهانی طبقه‌بندی شده‌اند. این سازند به سمت جنوب غربی و به طرف دهانه خلیج فارس، کمی ماسه‌ای می‌شود که به آن ماسه‌های اهواز گویند؛ به طوری که در میادینی مانند پازنان، اهواز، مارون و منصوری، بخش ماسه‌ای اهواز حدود یک سوم، تا یک چهارم ضخامت کل سازند را در بر می‌گیرد. بخش ماسه سنگی اهواز در مخازن آسماری موجب افزایش کیفیت مخزن و بهبود ضریب بازیافت می‌شود. این مخزن در شمال غربی لرستان از بخش رسوبات تبخیری کلهر تشکیل شده‌است. بخش اعظم تخلخل و تراوایی این سازند مربوط به تخلخل حاصل از شکستگی است.
بهره‌دهی یک چاه نفت متوسط در یک میدان نفتی که دارای سازند آسماری باشد، به‌طور میانگین بالغ بر ۲۵٫۰۰۰ بشکه در روز است. در بُرش‌های کامل، سازند آسماری دارای دو عضو است. نخست «عضو ماسه‌سنگی اهواز» در جنوب باختری خوزستان و دوم «عضو تبخیری کَلهُر» در لرستان. زیست‌زون‌های تشخیص داده شده برای سازند آسماری، نشانگر سن الیگوسن پسین (چاتین) تا میوسن پیشین (آکیتانین- بوردیگالین) هستند. از نگاه زیست‌چینه‌ای نیز این سازند به سه واحد «آسماری پایینی» به سن الیگوسن، «آسماری میانی» به سن میوسن پسین (آکوئیتانین) و «آسماری بالایی» به سن میوسن پیشین (بوردیگالین) تقسیم می‌شود.